# Jean-Pierre Talbot

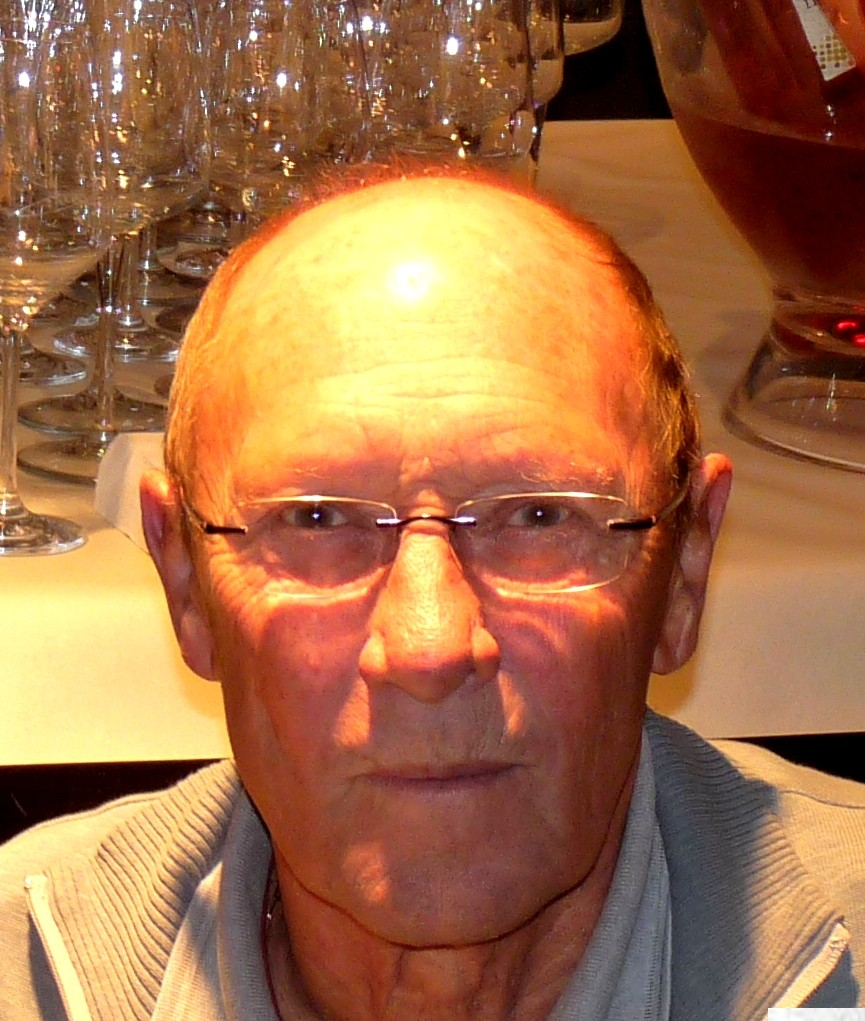
Jean-Pierre Talbot 2011

Jean-Pierre Talbot (* 12. August 1943 in Spa) ist ein ehemaliger, aus Belgien stammender Schauspieler.
Jean-Pierre Talbot wurde von einer Bekannten Hergés am Strand von Ostende entdeckt.
Er wurde von ihr mit Tim aus Hergés Serie Tim und Struppi verglichen und deswegen Hergé vorgestellt, weil dieser einen Schauspieler für die Rolle des Tim suchte. Er spielte dann in den Tim-und-Struppi-Filmen Tim und Struppi und das Geheimnis um das goldene Vlies (Tintin et le mystère de la Toison d’Or, 1961) und Tim und Struppi und die blauen Orangen (Tintin et les oranges bleues, 1964) die Hauptrolle. Ein dritter Film wurde begonnen, aber dann abgebrochen.
Talbot hatte keine weiteren Filmrollen und arbeitete später als Lehrer. 2007 war er in einem Dokumentarfilm zum hundertjährigen Geburtstag von Hergé zu sehen. Heute lebt er in Spa, ist  verheiratet und hat eine Tochter sowie drei Enkelkinder.